# Полапски Словени
Полапски Словени заједнички је назив за више словенских племена која су у периоду од 6. до 12. вијека насељавала простор на западу од ријека Лабе и њене притоке Залеа, на истоку до ријеке Одре, а на сјеверу до обала Балтичког мора укључујући и острво Риген.

## Племена
Најзначајнија полапска словенска племена била су Полапски Срби: Љутићи који су насељавали сјеверне и источне предјеле између доњих токова ријека Одре, Лабе и острва Ригена. Бодрићи или Ободрити су насељавали области сјеверозападно од Љутића, становали су на обалама реке Лабе, углавном на подручју данашњег Мекленбурга и Лужички Срби око средњег тока Лабе и Зале. Ту треба убројати и сродне им Поморане, који су живјели у Поморју, приморској области измађу ријека Одре и Висле, данашња Померанија. Полапска племена су говорила полапским језиком и њима су управљали кнежеви. У историсјким списима помињу се полапски кнежеви: Дерван, Милидух, Чемислав и Жистибор.

## Друштво
Претежно су се бавили сточарством и земљорадњом у којој су знали за употребу трогодишњих плодова, такође су били занатлије, ловци, а у изобиљу ријечних токова, језера и близини мора били су и врсни риболовци. Нису им биле непознате ни трговина и повремене пљачке. Пољопривредно земљиште је било подијељено сељацима, а за њега су плаћали порез свом владару. У 10. вијеку су имали значајне градове Зверин (Шверин), Љубек (Либек) итд, а на острву Риген паганско светилиште Аркону. Градови су им били обично саграђени у кружном облику, на обалама или ушћима ријека и опасани дрвеним зидовима испред којих је укопаван дубоки јарак. Унутар зидова, на узвишењу би изграђивали утврђење са кнежевом кућом и касарном, што се звало град. Испод њега али још увијек унутар зидина биле су стамбене куће племства и трговаца. Изван зидова су била насеља за сељаке. Полапски градови, изузев Арконе, нису грађени на обалама мора због страха од пиратских пљачки. Религија им је била многобожачка, а били су познати и као вјешти дуборесци.

### Стара вера
Полапски Словени су у свом напредовању ка западу избили на Лабу и ту је њихово напредовање заустављено од стране Германа. Временом су Германи, који су у међувремену примили хришћанство почели да агресивно делују ка Словенима, односно покушавали су да их преведу у католицизам и да их освоје. Због чињенице да су Словени изједначавали примање хришћанства са губитком независности, било је логично да се ССВ и држава уједине против заједничког непријатеља. „Захваљујући” тим околностима ССВ се на овим просторима развила до стадијума у ком имамо свештеничке редове, велелепне храмове, односно јаку и развијену црквену организацију. Крајњи производ овога је готово верска фанатичност Померанијских Словена у борби против Германа. Полабље и Померанија поражени су продором хришћанства међу Словене што је изазвало раздор у њиховим редовима и олакшало продор Германима на исток који је зауставио тек кнез Александар Невски 1242. на Чудском језеру.

#### Светилишта
Храмови Балтичких Словена опширно су описани у историјским изворима, а документовани су и археолошким ископавањима. Храм врховног бога Свантовида у Аркони на острву Риген, разрушен 1168. године описао је Саксон Граматик, а археолошки је истраживан у два маха, 1921. и 1969—70. године. Тај храм је можда подигнут још крајем 9. века. Описана је његова сјајно украшена дрвена ограда и Свантовидов идол у натприродној величини у унутрашњости храма. На Ригену су се у Гарцу (Карентхиа) налазила још три храма, од којих је онај у средишту био посвећен Рујевиту, док су у остала два поштовани Поревит и Поренут. У Ридгосту (Ретра) налазио се храм у коме је поштован већи број локалних богова, од којих је највећи углед уживао Сварожић. Спољашњост храма била је украшена представама богова и богиња, а у унутрашњости су се налазили идоли наоружаних богова, као и велики број заветних дарова. У изворима се помиње неколико храмова у Шћећину, од којих је најзначајнији био храм посвећен Триглаву, такође богато украшен. У Волину се налазио храм са светим копљем, а у Волгасту је постојало светилиште у коме се уместо идола налазио џиновски штит, прекривен златним листићима.
У Грос Радену, код Шверина, археолошки је истражено једно велико светилиште, четвороугаоно у основи, око кога су откривене храстове даске дуге 1,50 до 2 m, које су у горњем делу тако обрађене да у целини наликују на људску фигуру. На основу керамичких налаза, то светилиште је датовано у 9-10. век.
Балтички Словени поштовали су одређена божанства у светилиштима под ведрим небом. У близини Олденбурга налазио се гај Прова, коме су били посвећени стари свети храстови. Светилиште је било ограђено дрвеном оградом, са два богато украшена улаза. Приступ је би дозвољен само онима који су намеравали да принесу жртву, али је светилиште било и уточиште свим прогоњеним. Храмови балтичких Словена најчешће су служили и као својеврсне ризнице. Постојао је обичај да се десети део добијеног ратног плена дарује светилишту, а у ризницама светилишта налазили су се златни и сребрни пехари, који су коришћени само у празничне дане. Чини се да су сва светилишта била ограђена плитким рововима или дрвеном оградом. Само је свештенику био дозвољен улаз у храм, а и он би притом морао да задржава дах како не би упрљао највећу светињу.

#### Свештеници
О светилиштима и култним обредима који су у њима обављани старало се свештенство. Мања светилишта, посебно она под ведрим небом, опслуживао је само један свештеник, али за велике храмове везивао се већи број свештеника. Основна дужност свештеника састојала се у старању о добру племена, и то на тај начин што су они, тумачећи вољу племенског божанства, одлучивали о рату и миру или делили правду и водили дипломатске преговоре. Они су бринули и о ризницама светилишта. Како су све важне одлуке зависиле од свештенства, оно је често било моћније од племенских владара. Веома важно место у друштвеном животу дато је прорицању. Свештеници су прорицали помоћу пепела, воде, колача, укуса крви жртве или мокраће. Најутицајнија прорицања обављана су у Аркони, Ретри и Шверину, где је одлука о рату и миру доношена на основу понашања коња (в. Свантовид). При крају жетве обављан је у Аркони посебни ритуал по коме је свештеник узимао посуду из руку Свантовидовог кипа и, на основу количине течности садржане у њој, наговештавао родну или неродну годину. Затим је свештеник стављао испред идола колач од меда, велик колико и човек, склањао се иза њега и питао народ да ли га види. Ако би добио потврдан одговор, молио је да идуће године колач буде већи, односно да летина буде добра.

## Војска
За вријеме рата кнез је имао апсолутну команду над војском и сељацима. Командовао је преко својих војвода од којих је сваки управљао одређеним дијелом територије и одговарао за њу. Села су давала пјешадију, а градови су били познати по својим дугачким бродовима сличним викиншким дракарима. Коњица је користила мање коње, погодне за брзе и ефикасне препаде, али не и против германске тешке коњице.

## Историја
Претпоставља се да су се Полапски Словени постепено досељавали у ове крајеве након одласка германских племена у периоду од 1. до 6. вијека, тако да већ у 8. вијеку постоје већа словенска насеља. Карло велики помиње Ободрите као савезнике у борби против Саксонаца. Од почетка 10. вијека германски владари почињу да константно нападају Полапске Словене, а Хенрик I Птичар је успио привремено покорити већину племена између Лабе и Одре. Током 10. и 11. вијека германски освајачи се нису могли одржати јер су против њих дизани многи устанци (929, 925, 983, 119, 1131, 1164, 1179) у којима су се нарочито истицали Љутићи и Бодрићи, а посебно је био успјешан устанак 983. године када су Нијемци протјерани, а Словени за дужи период остали слободни. Под германским притиском ојачале су и међуплеменске везе што је резултовало склапањем Вендског савеза племена средином 11. вијека у коме су под вођством Бодрића били обједињени и Љутићи и Поморани. Упркос жестоком отпору и после распада савеза 1119, поразу бодрићког кнеза Николта 1160, сина му Прибислава 1164. коначно су покорени око 1180. године. На покореним територијама Нијемци су организовали тзв. марке, Мекленбуршка на територији Бодрића, Бранденбуршка или Браниборска на територији Љутића итд, а све са циљем делотворнијег гушења устанака Полапских Словена, којих је било и после тога али не у великом обиму, и даљем продирању у словенске земље. До краја 16. вијека су претежно истријебљени, а преостали су насилно преведени у хришћанство и постали су кметови и током времена германизовани. Германизација се вршила на више начина, досељавањем великих маса германског становништва, забраном употребе језика и кориштења властитих имена, такође треба навести и неоспоран утицај католичке цркве. Једини остатак некада бројних Полапских Словена су данашњи малобројни Лужички Срби, а од некадашњих сусједа Поморана Кашуби. Данас у модерној Њемачкој постоји велики број топонима са словенским именом, а о удјелу Полапских Словена у садашњем етничком саставу становништва источне Њемачке свједоче бројна презимена са словенским коријеном ријечи.